# Canthon octodentatus
Canthon octodentatus är en skalbaggsart som beskrevs av Schmidt 1920. Canthon octodentatus ingår i släktet Canthon och familjen bladhorningar. Inga underarter finns listade.